# 寿光院 (徳川綱吉の側室)
寿光院（じゅこういん、正字体：壽光院、? - 寛保元年10月10日（1741年11月17日））は、江戸幕府第5代将軍・徳川綱吉の側室。通称は大典侍（おおすけ）。江戸城本丸大奥ではなく、北の丸に新御殿を建てて居住したことから北の丸殿とも呼ばれる。

## 生涯
大納言・清閑寺煕房の娘として京都で生まれた。母は高倉永敦の娘・貞了院。京都にての詳しい経歴は不詳。
この後江戸へ下向するが、その経緯については諸説ある。貞享元年（1689年）9月、綱吉の世継ぎを望む将軍生母・桂昌院の意向により、側室候補として難波宗量の娘と共に江戸へ下向。初めは「とめ」と名乗り、桂昌院付きの女中として仕えた。または、大奥総取締・右衛門佐局の紹介で貞享年間（1684年 - 1688年）に江戸へ下向して大奥上臈になったと伝えられている。
やがて綱吉の寵を受け、その側室となった。この折に名を「大典侍」とする 。しかし子宝に恵まれなかったことから、 兄・清閑寺煕定の娘・竹姫を自分の養女として、北の丸御殿で育てた。
宝永6年（1709年）、綱吉の死後は落飾して「寿光院」を名乗り、馬場先御用屋敷、次いで浜御殿へと移った。
墓所は寛永寺大慈院にある。

## 関連作品
映画
- 大奥〜永遠〜［右衛門佐・綱吉篇］（2012年・松竹、演：桐山漣）※男女逆転設定

テレビドラマ
- 大奥（1968年・関西テレビ、演：三浦布美子）
- 元禄太平記（1975年・NHK大河ドラマ、演：松平純子）
- 大奥（1983年・関西テレビ、演：平淑恵）
- 八代将軍吉宗（1995年・NHK大河ドラマ、演：床嶋佳子）
- 元禄繚乱（1999年・NHK大河ドラマ、演：平沢草）
- 大奥〜華の乱〜（2005年・フジテレビ、演：中山忍）
- 大奥（2023年・NHKドラマ10、演：一色洋平）※男女逆転設定

漫画
- 大奥（白泉社、よしながふみ）※男女逆転設定